# Agostinho Neto

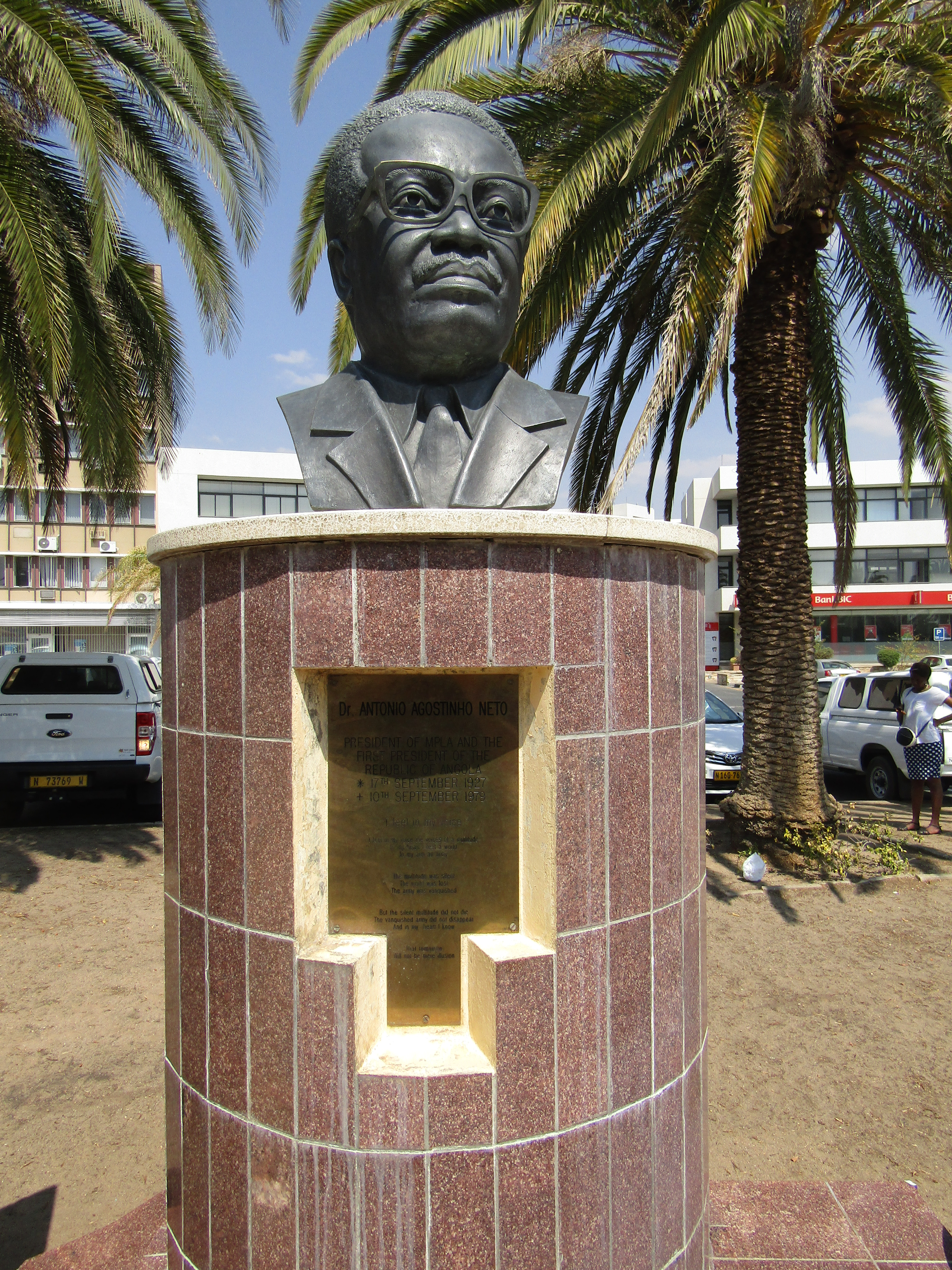
Büste von Agostinho Neto in gleichnamigem Park an gleichnamiger Straße und gleichnamigem Platz in Windhoek, Namibia

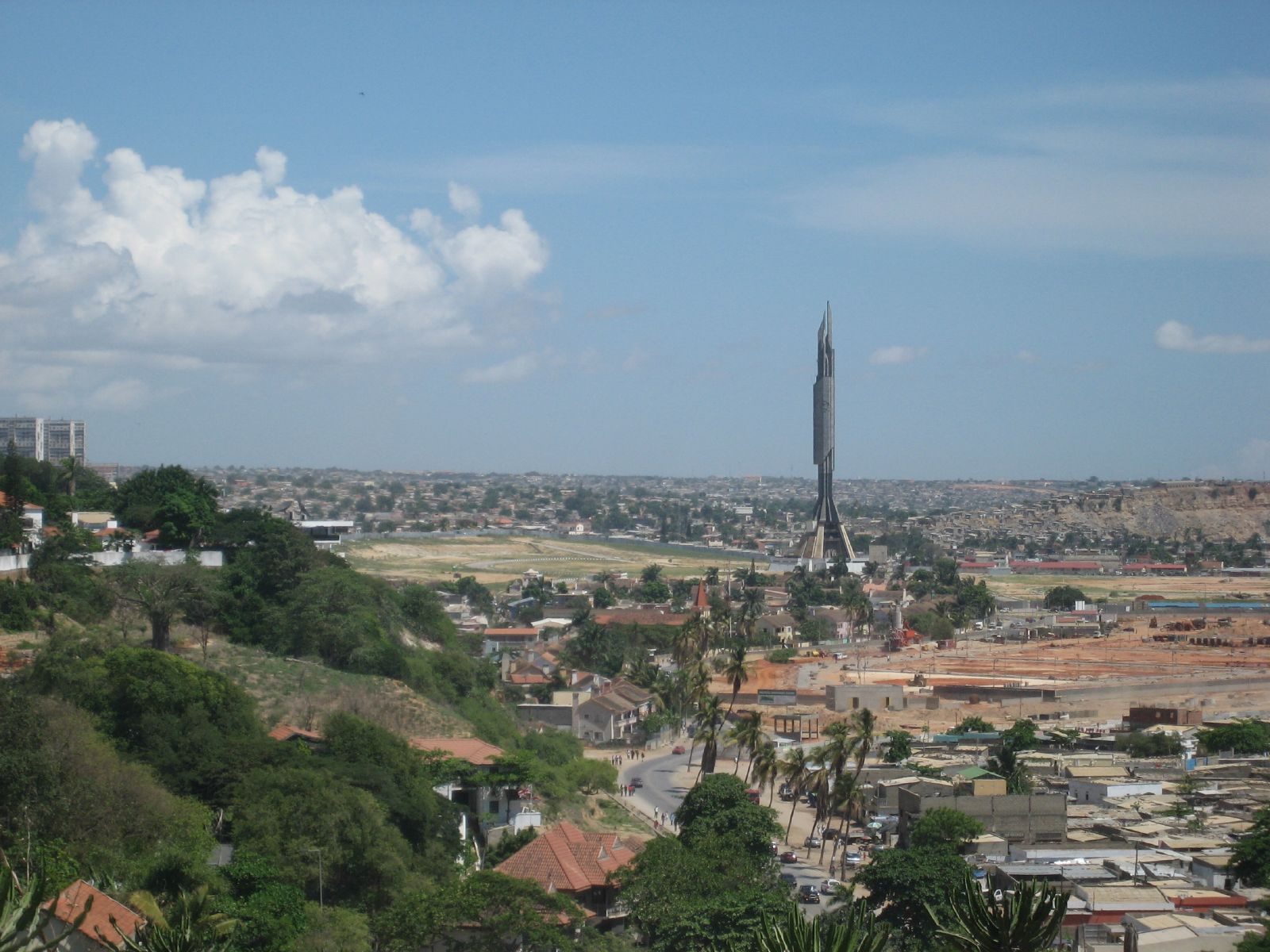
Agostinho Neto Mausoleum in Luanda

António Agostinho Neto (* 17. September 1922 in Catete, Angola; † 10. September 1979 in Moskau) war ein angolanischer Arzt und Dichter. Nach der Unabhängigkeit des Landes war er von 1975 bis 1979 erster Staatspräsident und nationaler Führer.

## Leben
In den 1940er Jahren wurde Agostinho Neto zur prominenten Figur, als er wichtiges Mitglied einer Bewegung wurde, die die Befreiung Angolas von der portugiesischen Kolonialherrschaft anstrebte. Wegen seines politischen Engagements in anti-kolonialen Bewegungen wurde er während seines Medizinstudiums an der Universität Lissabon 1951 durch das Salazar-Regime verhaftet. Nach seiner Freilassung 1958 konnte er sein Studium abschließen und kehrte 1959 nach Angola zurück.
Agostinho Neto war eines der ersten Mitglieder des MPLA, der „Volksbewegung für die Befreiung Angolas“, und wurde rasch deren Vorsitzender. Am 8. Juni 1960 wurde er erneut verhaftet, was zu Protesten unter seinen Patienten führte, die aber von der Polizei blutig niedergeschlagen wurden. Zunächst wurde er auf die Kapverdischen Inseln verbannt und dann in Lissabon inhaftiert. Aufgrund internationaler Proteste, unter anderem der damals gegründeten Organisation Amnesty International, wurde er aus der Haft entlassen, aber unter Hausarrest gestellt. Daraus konnte er nach Marokko und dann Zaire fliehen.

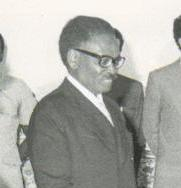
Agostinho Neto (1978)

Als Portugal nach der Nelkenrevolution 1974 seine Absicht ankündigte, sich aus seinen Kolonien zurückzuziehen, kehrte er nach Angola zurück und übernahm die politische Leitung des bewaffneten Kampfes der MPLA gegen zwei rivalisierende Bewegungen, FNLA und UNITA. Noch bevor das MPLA – nicht zuletzt durch das militärische Eingreifen Kubas – diesen Kampf für sich entschieden hatte, erklärte er am 11. November 1975 die Unabhängigkeit Angolas und wurde erster Staatspräsident des Landes.
Innerhalb des MPLA war Agostinho Neto stets eine stark polarisierende Persönlichkeit. Seine oft starre und autoritäre Haltung führte zum Ausscheiden verschiedener wichtiger Gründungsmitglieder, wie Viriato da Cruz und Mário Pinto de Andrade. 1974 spaltete sich seinetwegen das MPLA in drei Flügel: „Ala Presidencialista“, „Revolta Activa“ und „Revolta do Leste“. Diese konnten nur mit Mühe und unter erheblichen Opfern wieder zusammengefügt werden. Als er 1977 auf dem ersten Kongress des MPLA durchsetzte, dass dieses zwar den Marxismus-Leninismus zu seiner offiziellen Doktrin erklärte, sich dabei aber am Modell des Sozialismus und nicht an dem des Kommunismus orientierte, gab es dagegen den Versuch eines (von Nito Alves angeführten) Aufstandes, den Agostinho Neto blutig niederschlagen ließ.
Neto starb in einem Moskauer Krankenhaus an den Folgen einer Krebserkrankung. Sein Leichnam wurde durch Spezialisten des Lenin-Mausoleums konserviert und in einem Mausoleum beigesetzt. Netos Funktionen als Präsident und MPLA-Vorsitzender übernahm José Eduardo dos Santos, der bis 2017 amtierte.
Agostinho Neto war außerdem der erste Präsident der angolanischen Schriftstellervereinigung „União de Escritores Angolanos (UEA)“, die 1975 gegründet wurde.

## Ehrungen
Am 21. März 2010 wurde Agostinho Neto posthum der höchste Orden Namibias im Rahmen des 20-jährigen namibischen Unabhängigkeitstages verliehen. Seine Ehefrau Eugénia Neto nahm den Welwitschia-Mirabilis-Orden 1. Klasse entgegen. Am 4. Mai 2018 wurde der Ausspannplatz in Windhoek in Dr. Antonio Agostinho Neto Square umbenannt. Eine Straße und kleiner Park an gleicher Stelle sind bereits nach Neto benannt. In der DDR trug in Berlin-Buch eine Schule den Namen des Politikers.